# Annu Rani
Annu Rani (Meerut, 29 agosto 1992) è una giavellottista indiana. È stata la prima donna indiana a superare la soglia dei 60 metri nel lancio del giavellotto. Ha numerose volte migliorato il record nazionale ed è stata campionessa nazionale di disciplina per tre volte (2012, 2013 e 2015).

## Record nazionali
- Lancio del giavellotto: 62,34 m ( Patiala, 17 marzo 2019)

## Palmarès
| Anno | Manifestazione               | Sede        | Evento                 | Risultato | Prestazione | Note |
| ---- | ---------------------------- | ----------- | ---------------------- | --------- | ----------- | ---- |
| 2010 | Asiatici juniores            | Hanoi       | Lancio del giavellotto | 6ª        | 42,79 m     |      |
| 2013 | Asiatici                     | Pune        | Lancio del giavellotto | 7ª        | 52,29 m     |      |
| 2014 | Giochi asiatici              | Incheon     | Lancio del giavellotto | Bronzo    | 59,53 m     |      |
| 2014 | Giochi del Commonwealth      | Glasgow     | Lancio del giavellotto | 8ª        | 56,37 m     |      |
| 2015 | Asiatici                     | Wuhan       | Lancio del giavellotto | 5ª        | 51,26 m     |      |
| 2016 | Giochi dell'Asia meridionale | Guwahati    | Lancio del giavellotto | Argento   | 59,93 m     |      |
| 2017 | Mondiali                     | Londra      | Lancio del giavellotto | 20ª (q)   | 59,93 m     |      |
| 2017 | Asiatici                     | Bhubaneswar | Lancio del giavellotto | Bronzo    | 57,32 m     |      |
| 2018 | Giochi asiatici              | Giacarta    | Lancio del giavellotto | 6ª        | 53,93 m     |      |
| 2019 | Asiatici                     | Doha        | Lancio del giavellotto | Argento   | 60,22 m     |      |
| 2019 | Mondiali                     | Doha        | Lancio del giavellotto | 8ª        | 61,12 m     |      |
| 2021 | Giochi olimpici              | Tokyo       | Lancio del giavellotto | 29ª (q)   | 54,04 m     |      |
| 2022 | Mondiali                     | Eugene      | Lancio del giavellotto | 7ª        | 61,12 m     |      |
| 2022 | Giochi del Commonwealth      | Birmingham  | Lancio del giavellotto | Bronzo    | 60,00 m     |      |
| 2023 | Campionati asiatici          | Bangkok     | Lancio del giavellotto | 4ª        | 59,10 m     |      |
| 2023 | Mondiali                     | Budapest    | Lancio del giavellotto | 19ª (q)   | 57,05 m     |      |
| 2023 | Giochi asiatici              | Hangzhou    | Lancio del giavellotto | Oro       | 62,92 m     |      |
| 2024 | Giochi olimpici              | Parigi      | Lancio del giavellotto | 29ª (q)   | 55,81 m     |      |